# Citrouille

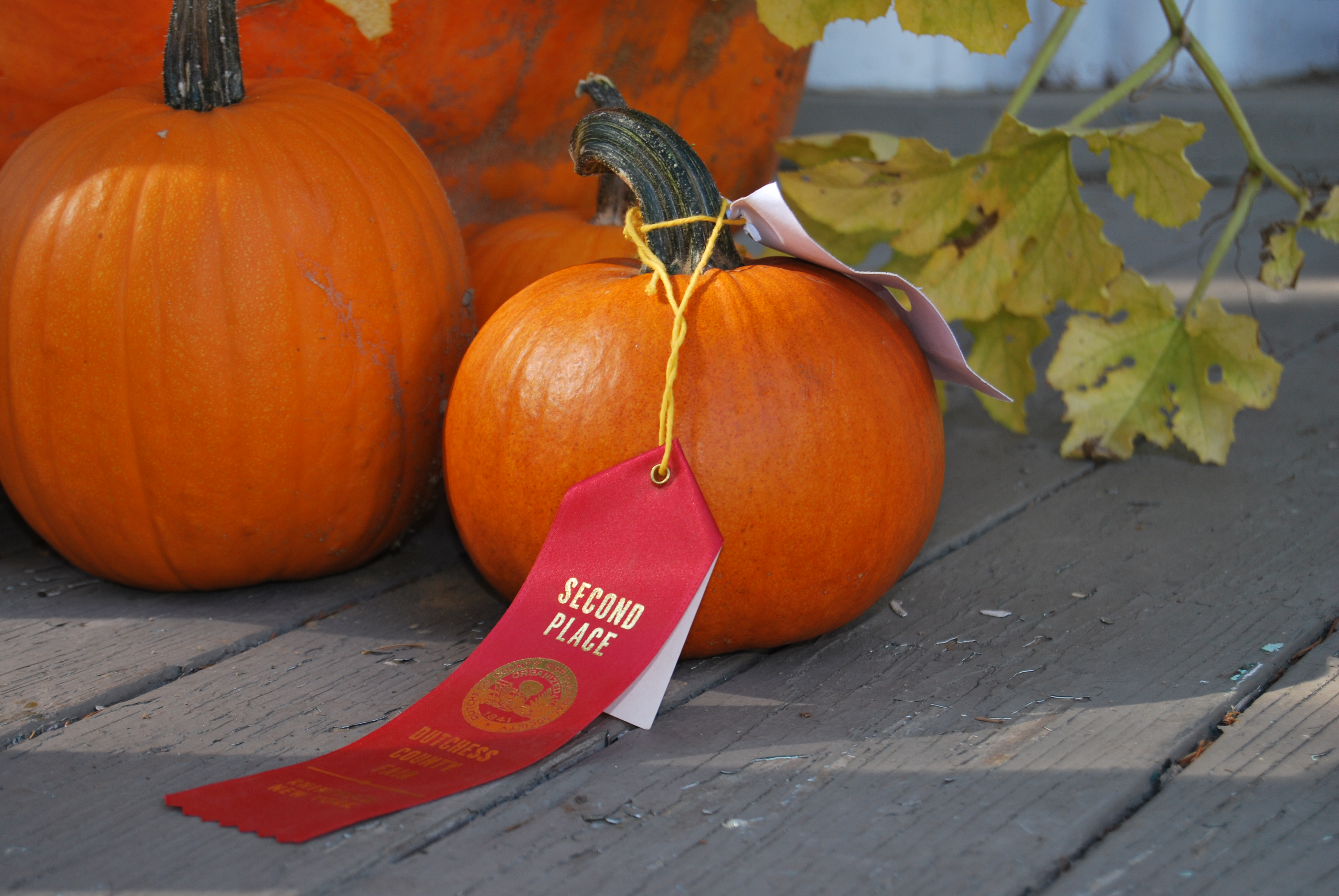
Citrouille (Cucurbita pepo).

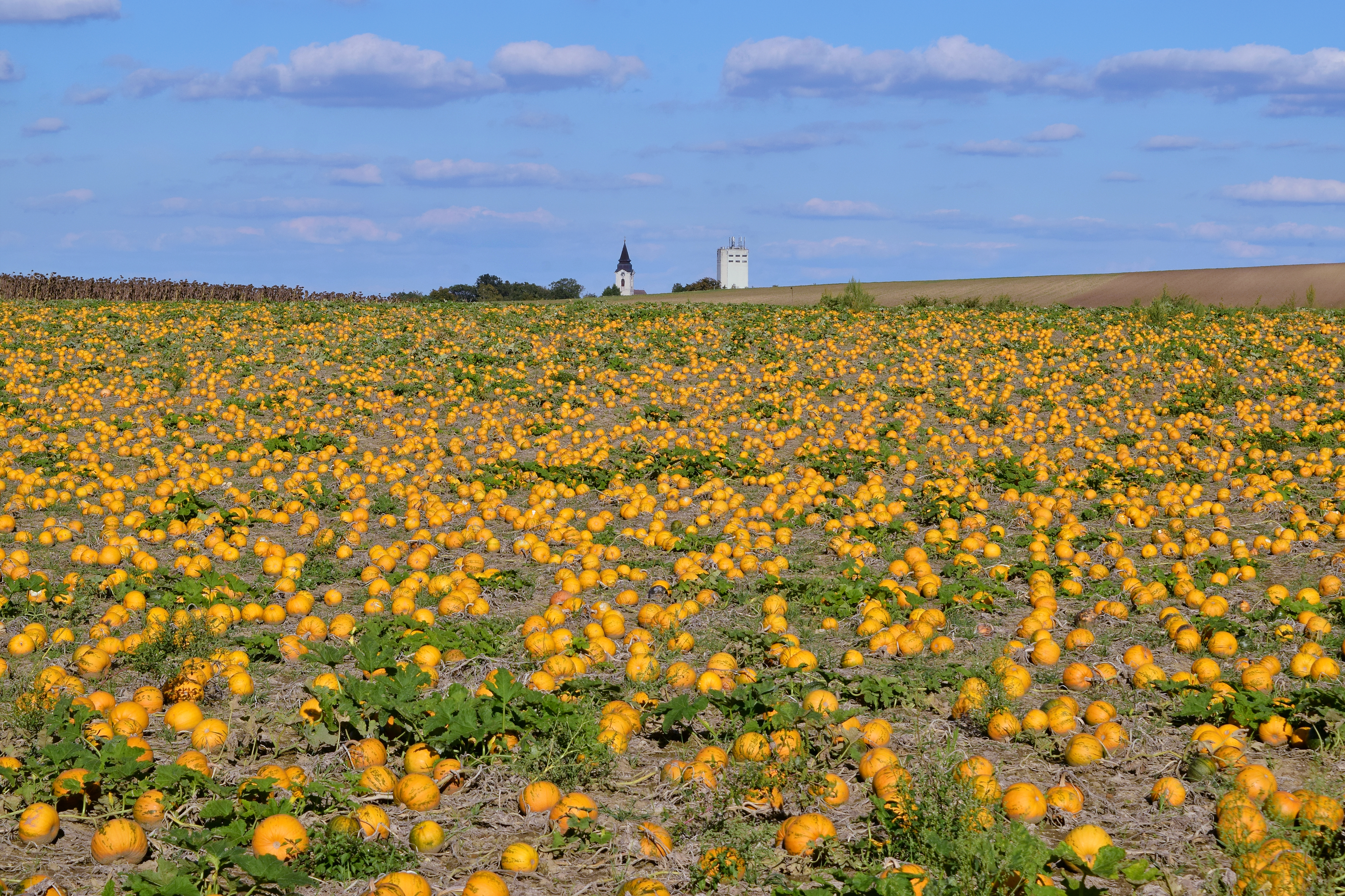
Champ de citrouilles dans la commune autrichienne de Stronsdorf.

La véritable citrouille est une variété de Cucurbita pepo subsp. pepo et se distingue du potiron (Cucurbita maxima), les deux étant de la famille des Cucurbitaceae. C'est une plante annuelle dont le fruit, volumineux et de couleur jaune orangé, porte le même nom. Elle est de la même sous-espèce que les courgettes et la courge spaghetti ; il y a donc une probabilité importante d'hybridation.
Plusieurs variétés de citrouilles existent, dont la citrouille de Touraine, utilisée autrefois pour la nourriture des animaux.
Étymologiquement, « citrouille » dérive du latin citreum, citron, par analogie de couleur. Le mot est attesté en français depuis le XIIIe siècle sous plusieurs formes : citrulle, citrole (en poitevin) — cependant, il ne désigne pas alors les vraies citrouilles, originaires d'Amérique. Le genre Citrullus, qui regroupe des Cucurbitaceae comme Citrullus lanatus (la pastèque) et Citrullus colocynthis (la coloquinte vraie), n'a qu'une relation assez lointaine avec les citrouilles.
Les citrouilles sont originaires d'Amérique du Nord, plus précisément du nord-est du Mexique et du sud des États-Unis. Elles ont failli disparaître après l'extermination de la mégafaune locale (mastodontes, paresseux terrestres géants, gomphothères, etc.) qui dispersait les graines des courges, mais paradoxalement l'humanité en a assuré la survie en se mettant à les consommer, puis les cultiver.
En 2018, le premier producteur mondial de citrouilles était la Chine avec 8 133 734 t, le deuxième l'Inde avec 5 569 809 t et le troisième l'Ukraine avec 1 338 000 t.

## Différences entre citrouille et potiron

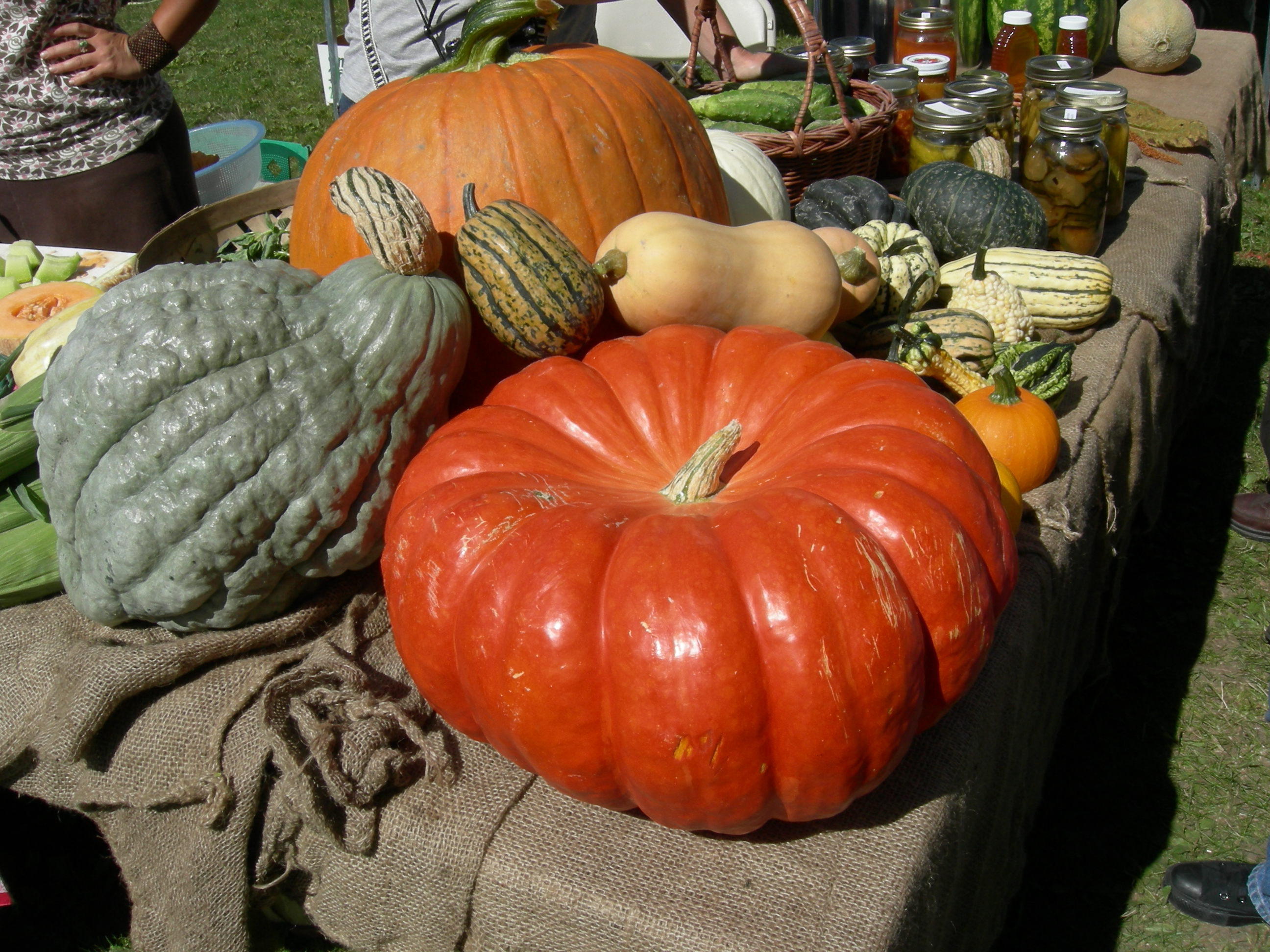
Potiron (Cucurbita maxima) à l'avant-plan et citrouille (Cucurbita pepo) à l'arrière-plan.

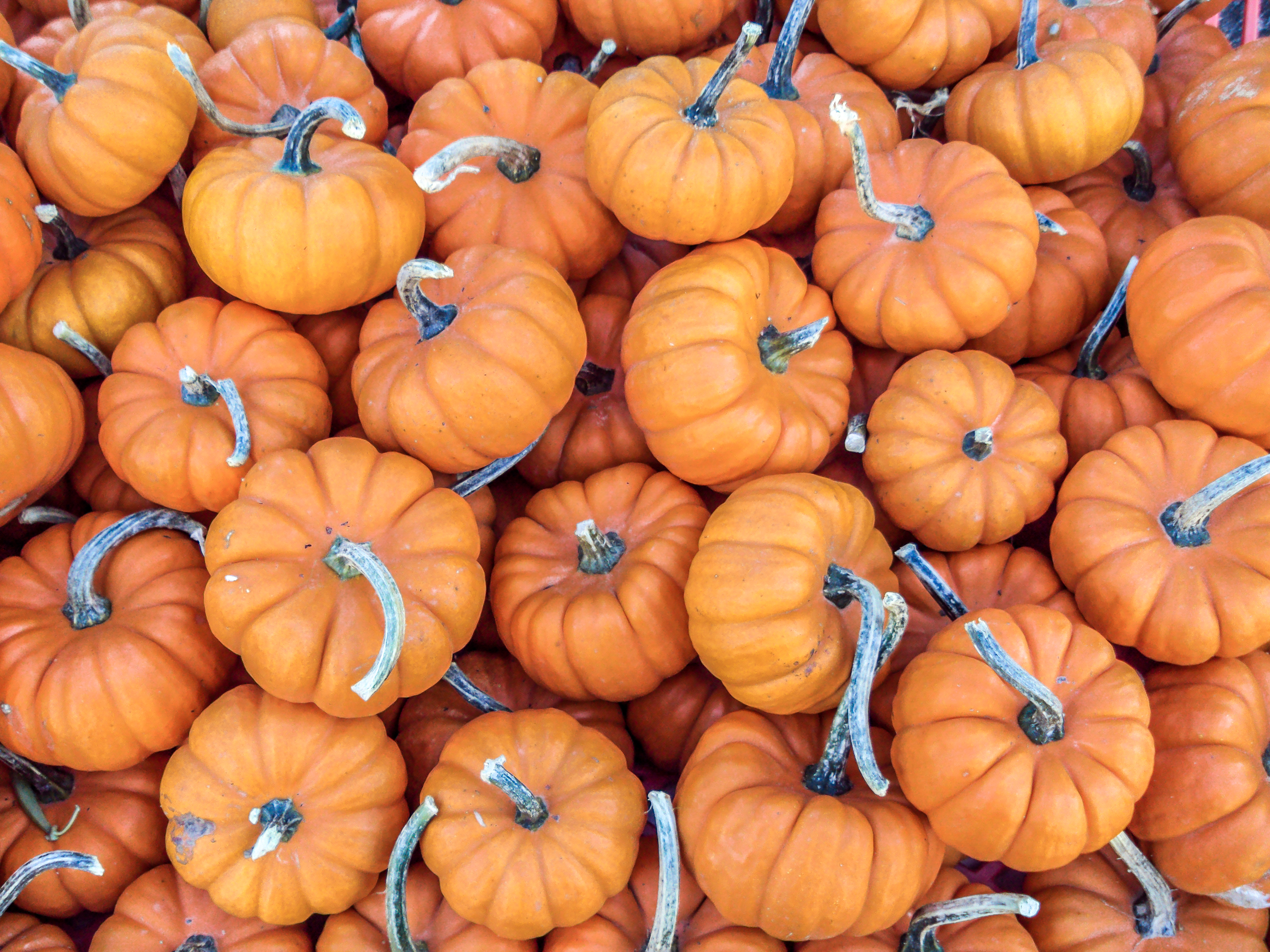
Variété Jack-be-little de petite taille.

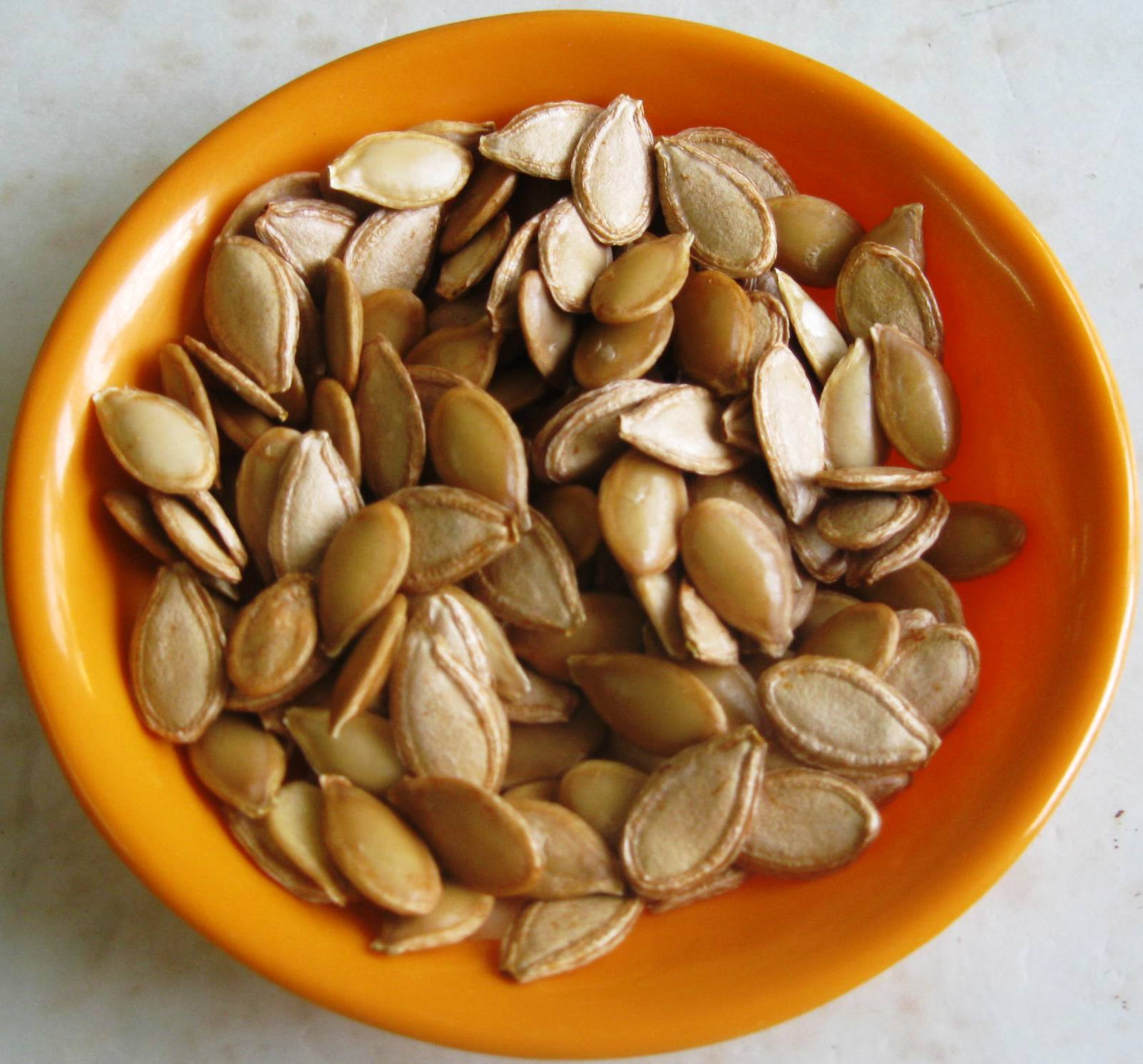
Graines de citrouille (mûries).

Hors d'Amérique du Nord, le terme « citrouille » est souvent confondu, dans le langage courant, avec « potiron » qui n'est pas de l'espèce Cucurbita pepo mais une autre courge de l'espèce Cucurbita maxima.
La vraie citrouille est de couleur orange et de forme sphérique. Son pédoncule est dur et fibreux, avec cinq côtes nettement anguleuses. Sa chair est filandreuse aussi ; on l'utilise pour Halloween beaucoup plus souvent que le potiron.
Le potiron Cucurbita maxima est plus ou moins aplati, sa couleur va d'un orange rougeâtre au vert foncé. Son pédoncule est tendre et spongieux, sans les côtes de la véritable citrouille et plus évasé près du fruit. La chair du potiron est plus sucrée, savoureuse et moins filandreuse que celle de la citrouille. Par exemple, Atlantic Giant et Jack-be-little de petite taille (photo) sont, en fait, des variétés de potirons, donc abusivement qualifiées de « citrouille ».

## Poids

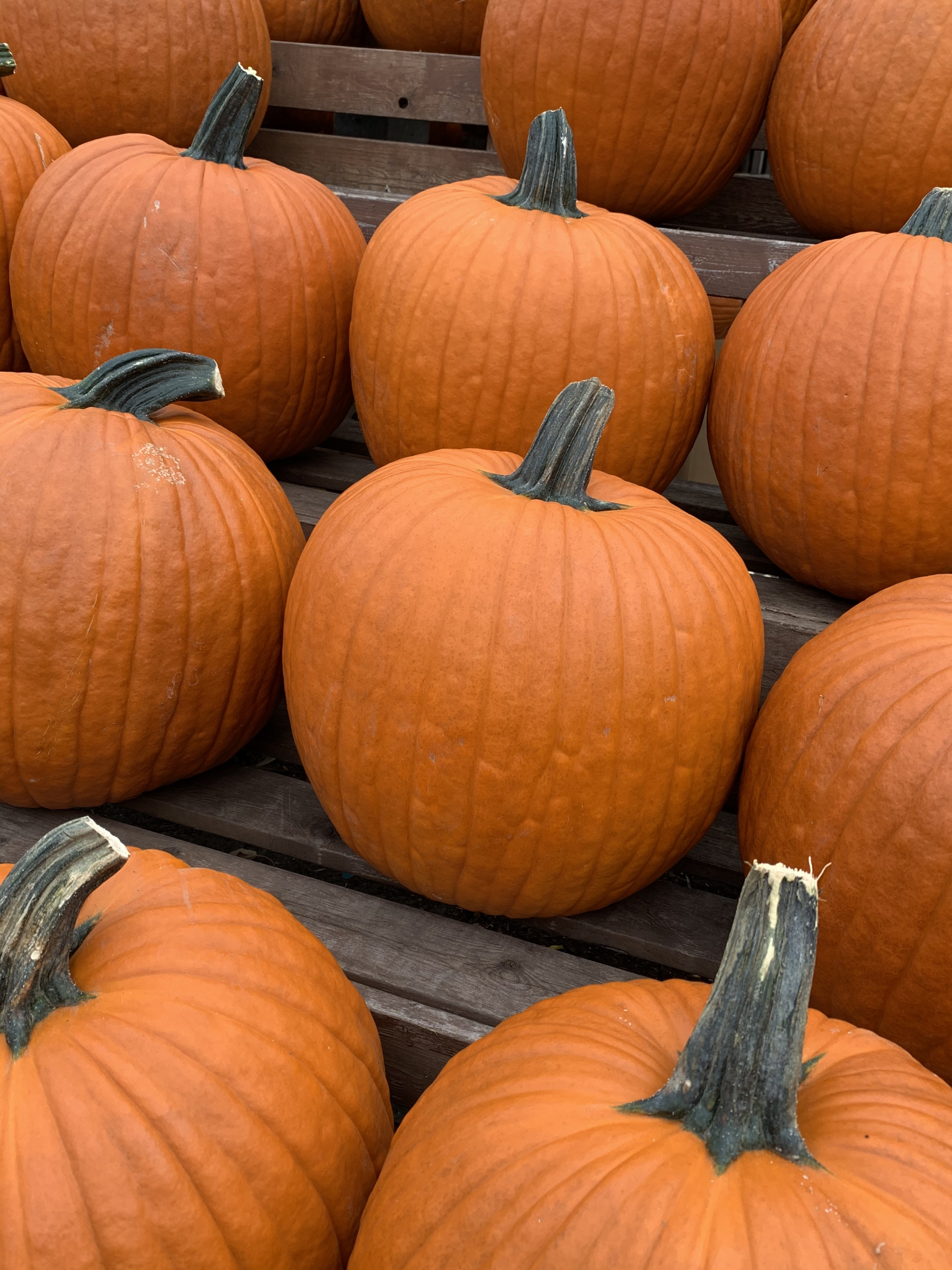

Une citrouille atteint en moyenne 5 kg, mais c'est une plante de records avec des fruits proches de la tonne :
- La plus grosse du monde en 2013, venue de Napa, en Californie, pesait 922 kg[5]. Elle a été exposée aux jardins botaniques de New York dans le cadre de l'exposition d'Halloween. Le record précédent était de 821 kg (record réalisé en 2010 par Chris Stevens, de New Richmond, Wyoming, États-Unis).
- Le 9 octobre 2016 à Louisbourg en Allemagne, lors du championnat européen de la citrouille géante, la plus grosse pesait 1 190,5 kg, record mondial validé par un huissier du livre Guinness[6].

## Usages alimentaires

### Huile de «pépins»
L'huile de graines de cucurbita pepo appelée improprement « huile de pépins de courge » peut aussi bien être faite avec des graines de citrouille qu'avec d'autres graines de courges. La production de cette huile souvent présentée comme artisanale peut être industrialisée. Elle est renommée comme aliment diététique.

### Usage fourrager

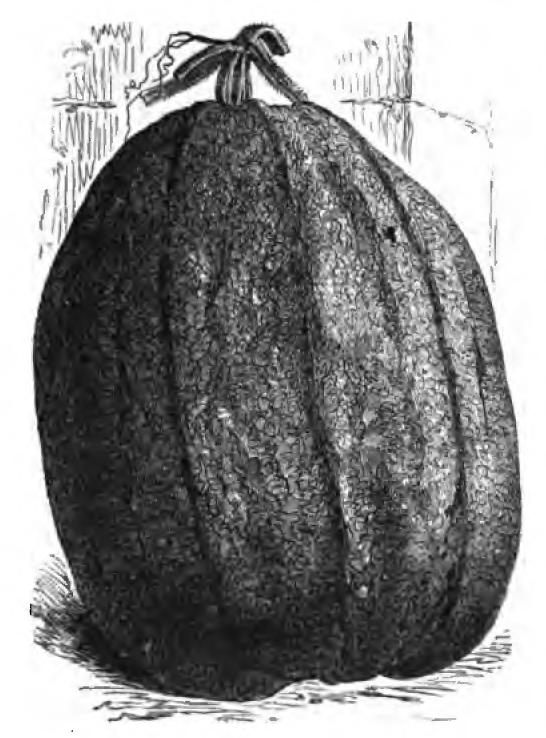
Citrouille de Touraine.

La citrouille a été utilisée comme fourrage destiné aux bovins, porcs et volailles jusque dans les années 1950 en France. Une des meilleures variétés était la citrouille de Touraine, très productive. Sa faible valeur alimentaire et son faible taux de matières sèches (10 %) ont entraîné l'abandon de sa culture hormis dans quelques élevages biologiques où elle est appréciée pour sa richesse en vitamines.
Les pulpes et tourteaux générés en production de graines et d'huile sont utilisables également.

### Alimentation humaine

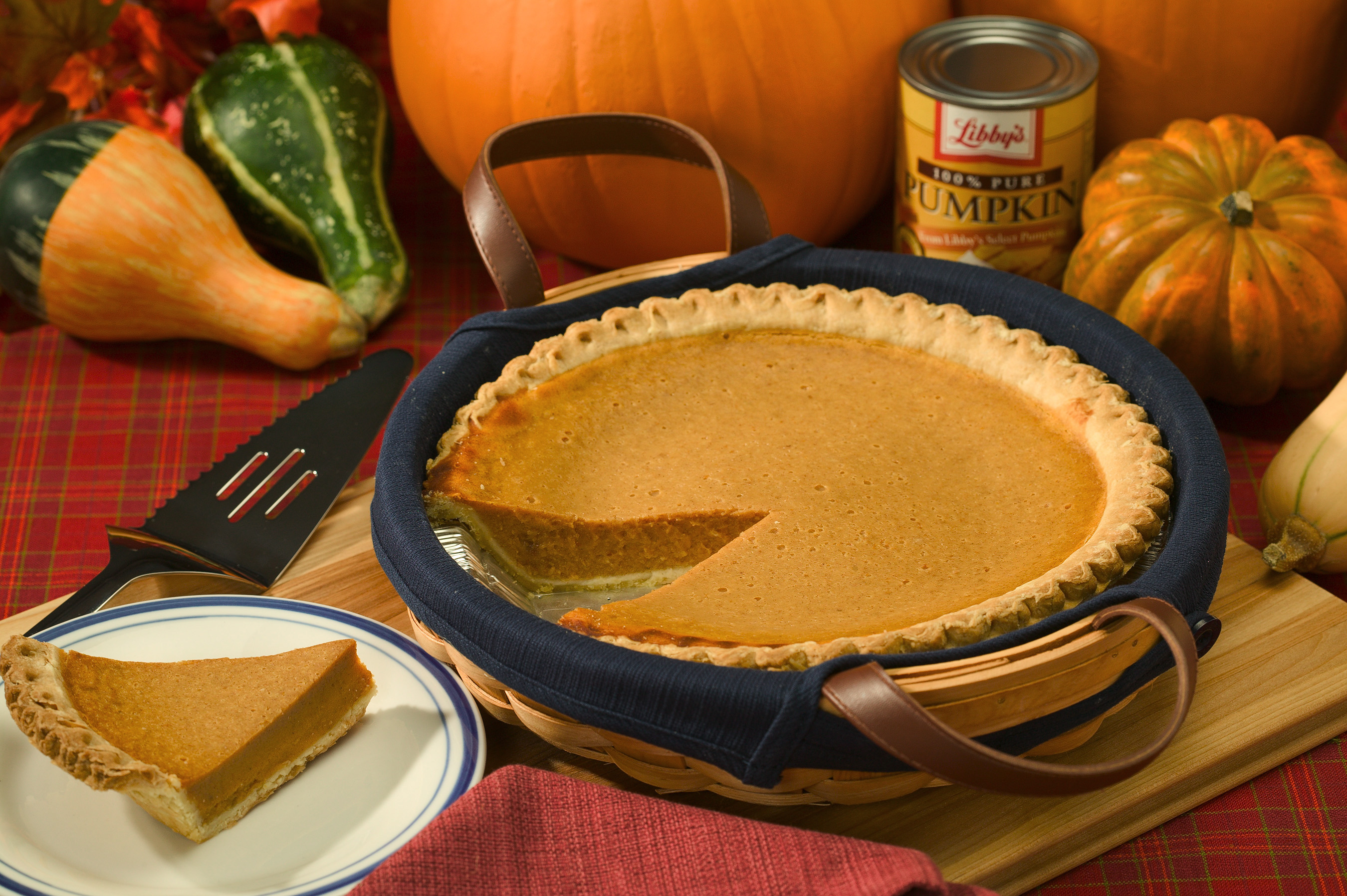
Tarte à la citrouille, populaire aux États-Unis et au Canada pour Thanksgiving et l'Action de grâce.

En Europe, la citrouille a été utilisée de la même façon que le potiron, bien que plus fibreuse. En Europe pendant les deux guerres mondiales, elle a fait partie des légumes de pénurie comme le topinambour et les raves (rutabaga ...), ce qui a pu contribuer à son oubli. On commence seulement à la redécouvrir. Les graines sont aussi proposées en amuses-bouches, grillées ou germées.

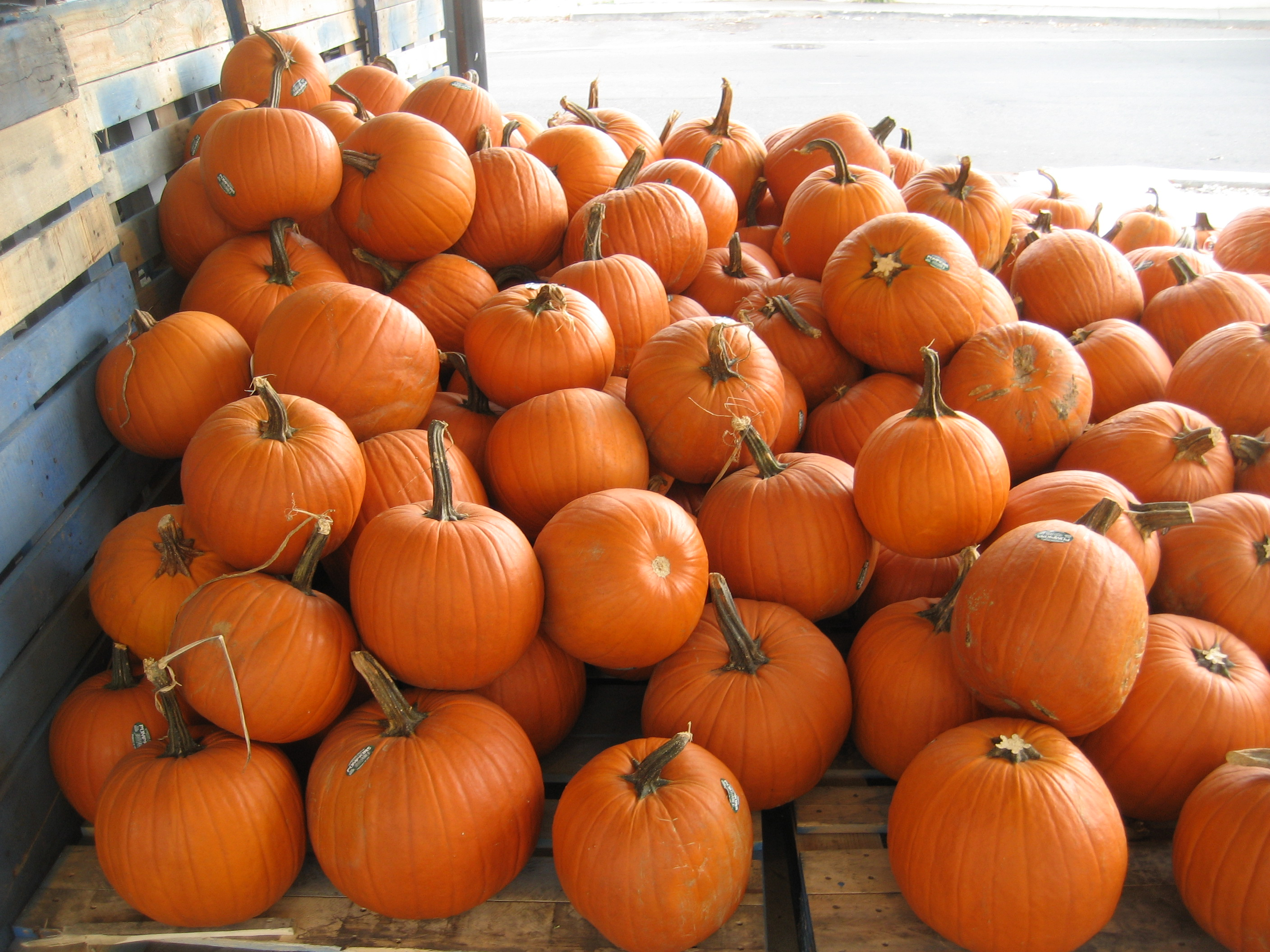
Citrouilles au Marché français de La Nouvelle-Orléans (Louisiane, États-Unis).

En Amérique du Nord, sa consommation est restée populaire.
Par ailleurs, ses feuilles sont également comestibles et sont appelées brède citrouille à la Réunion.

## Usage médical
Selon une étude chinoise publiée en 2007, l’ingestion d’extraits de citrouille pourrait permettre aux diabétiques de type I de ne plus avoir à s’injecter de l’insuline chaque jour.
Selon d'autres études, les graines de citrouilles vertes ont d'excellentes propriétés diurétiques et sont d'une bonne aide aux personnes souffrant de problèmes liés à la prostate ou à une miction difficile.[réf. nécessaire]
Il n'existe cependant pas de preuves convaincantes appuyant l'utilisation de Curcubita pepo pour le traitement de l'hypertrophie bénigne de la prostate (HBP).

## Aspects culturels

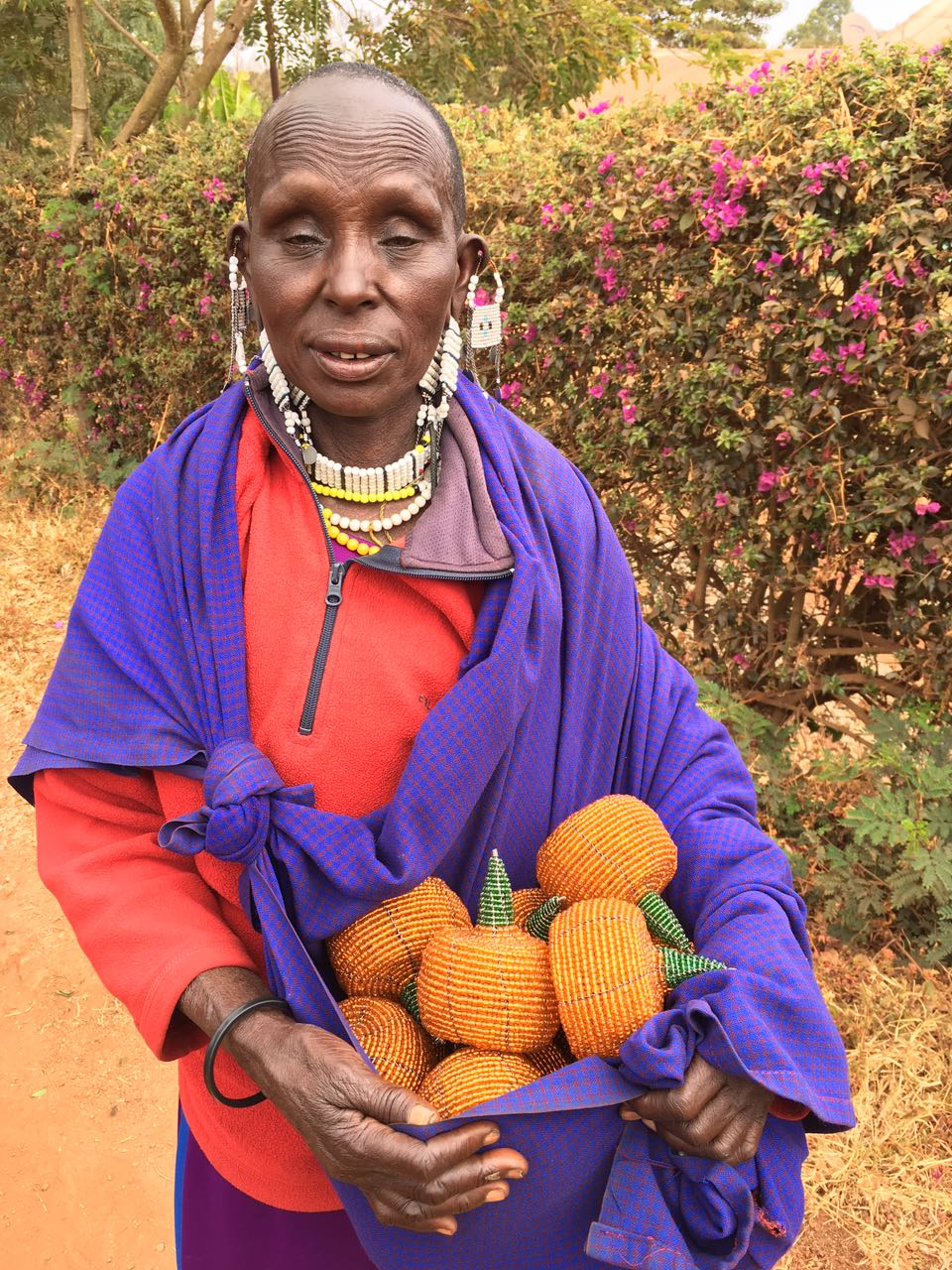
Citrouilles en vannerie vendues par une femme maasaï de Tanzanie.

La plus ancienne évocation connue de la citrouille remonte au XIIIe siècle, dans Le Régime du corps de maître Aldebrandin de Sienne, qui les classe parmi « les quatre semences froides [semences hivernales] majeures ».

### Légendes
La citrouille a été rendue célèbre par le conte Cendrillon dont la version de Charles Perrault fut largement reprise par Walt Disney. Perrault ne décrit pas précisément la citrouille que la fée demande à Cendrillon de rapporter du jardin ; il dit seulement qu'elle « est la plus belle du potager », mais il est possible de remarquer que toutes les illustrations et le dessin animé montre un fruit aplati, et donc typiquement un potiron... Dans cette version du conte, la marraine-fée de Cendrillon transforme d'un coup de baguette une citrouille en carrosse, des animaux en serviteurs et les vieux habits de sa filleule en habits de draps d’or et d’argent chamarrés de pierreries ; mais elle lui recommandera néanmoins de quitter le bal avant minuit, faute de quoi tout ce qu'elle lui a donné redeviendra comme avant.
La citrouille apparaît également dans une fable de Jean de La Fontaine, Le Gland et la Citrouille, dont la morale est que « Dieu fait bien ce qu’il fait ».
La citrouille fait aussi l'objet d'un concours mondial de lancer à la catapulte.

### La citrouille dans le folklore d'Halloween

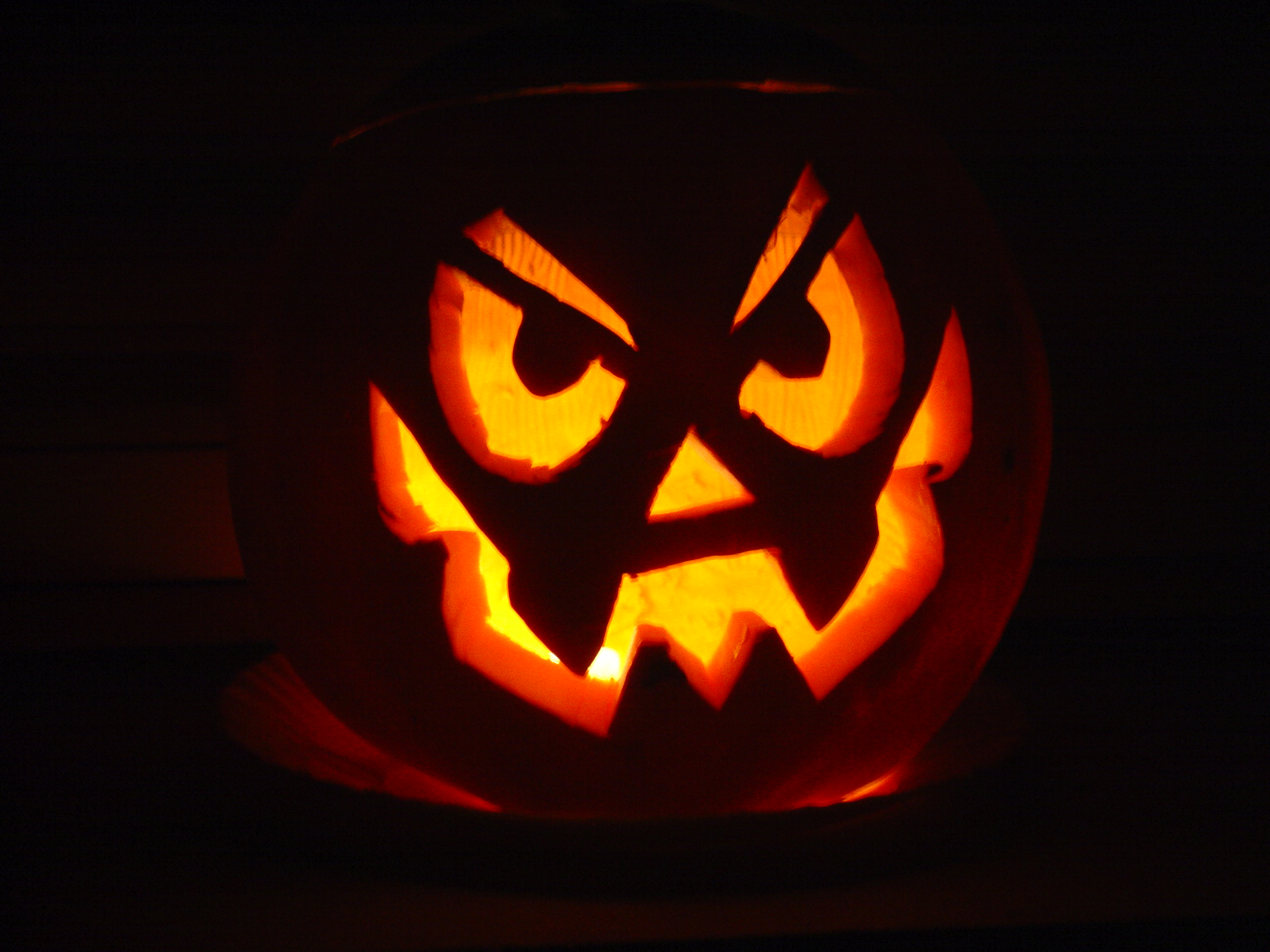
Citrouille illuminée pour Halloween.

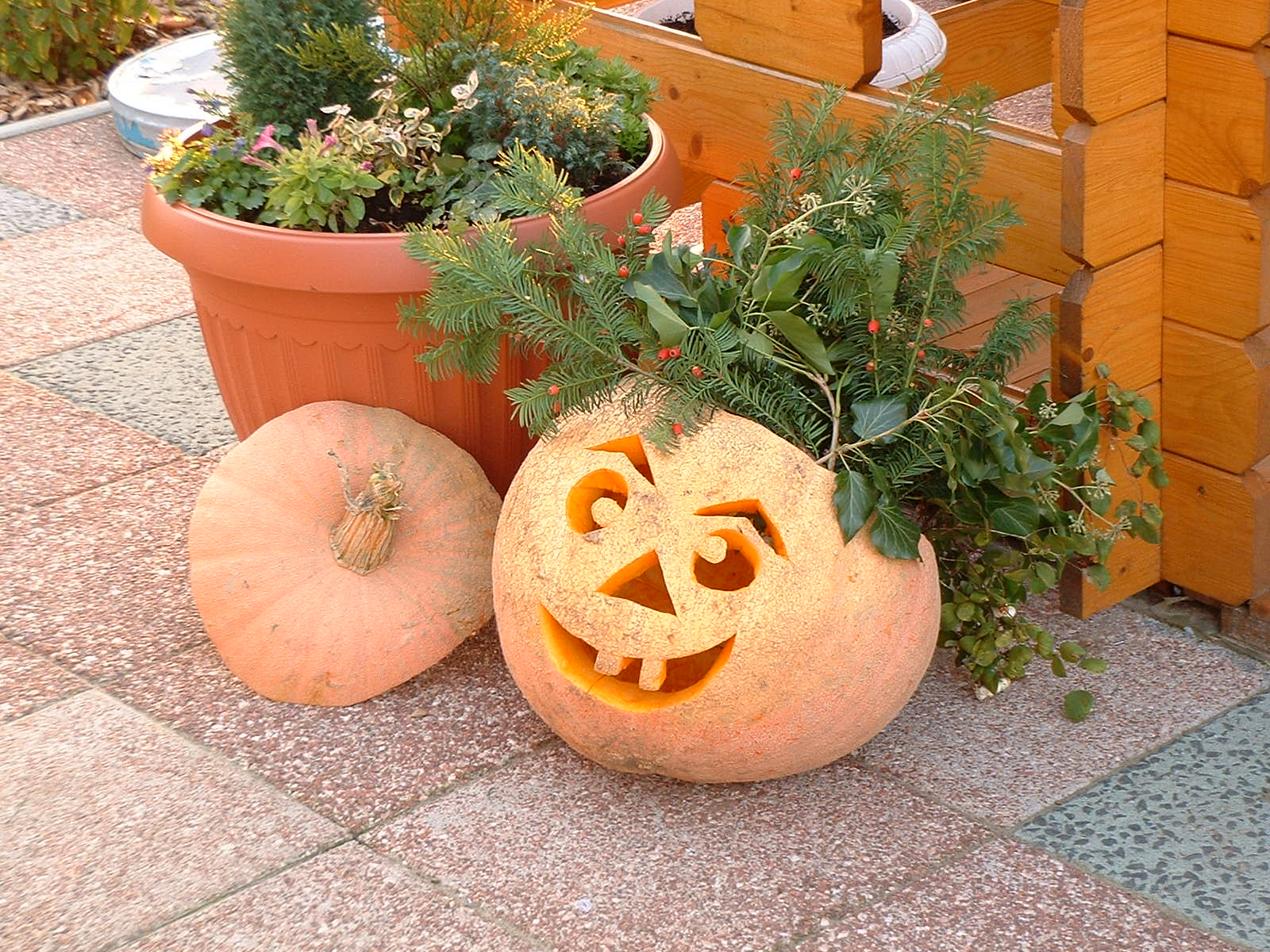
La citrouille est utilisée lors de la fête d'Halloween, tout comme le potiron.

Cette plante est devenue l'emblème de la fête d'Halloween, fête populaire originaire d'Europe et fêtée principalement aux îles Britanniques, notamment d'Irlande et d'Écosse, célébrée le 31 octobre en guise de veillée de la Toussaint.
Dans la tradition moderne, les citrouilles sont évidées, découpées en forme de visage et illuminées afin d'être utilisées comme lampion décoratif, par exemple à l'extérieur des maisons, invitant les enfants à se présenter pour réclamer des friandises aux habitants le soir d'Halloween. Ces citrouilles décoratives s'appellent des Jack-o'-lantern, ou Citrouille lanterne.
Historiquement, les Jack-o'-lanterns étaient réalisés en Irlande et en Écosse à partir de rutabaga. Ce légume fut remplacé par la citrouille lorsque les émigrants, notamment irlandais, arrivèrent en Amérique, région du globe d'où la citrouille était originaire avant qu'elle ne fût introduite dans le reste du monde.

### Expressions
Dans certaines expressions familières, la citrouille désigne la tête, dans un sens plutôt péjoratif (comme d'autres noms d'objets plus ou moins volumineux tels que carafon, cafetière, calebasse, bouille, boule, ciboulot, etc.) :
- « Avoir la tête comme une citrouille » : se sentir mal, avoir une migraine.
- « Ne rien avoir dans la citrouille » : être étourdi(e).

## Divers
Le nom de la citrouille est attribué au 17e jour du mois de vendémiaire du calendrier républicain ou révolutionnaire français, généralement chaque 8 octobre du calendrier grégorien, soit quatre jours après celui du potiron (le 13 vendémiaire et généralement 4 octobre), et plusieurs jours avant Halloween et Samain.